# Décès en avril 1995
Décès
- 1991
- 1992
- 1993
- 1994
- 1995
- 1996
- 1997
- 1998
- 1999

Pour une information complémentaire, voir la page d'aide.

| Date     | Nom               | Activités                                                                   | Âge | Source |
| -------- | ----------------- | --------------------------------------------------------------------------- | --- | ------ |
| 2 avril  | Hannes Alfvén     | astrophysicien suédois                                                      | 86  |        |
| 2 avril  | Henri Guérin      | footballeur puis entraîneur français et sélectionneur de l'équipe de France | 73  |        |
| 3 avril  | David Herbert     | chanteur et écrivain britannique                                            | 86  | (en)   |
| 3 avril  | Francis Meunier   | peintre surréaliste français                                                | 70  |        |
| 4 avril  | Moses Bagel       | peintre et illustrateur lituanien                                           | 86  |        |
| 4 avril  | Antoine Heitzmann | peintre et maître-verrier français                                          | 84  |        |
| 4 avril  | Priscilla Lane    | actrice et chanteuse américaine                                             | 79  |        |
| 10 avril | Mohamed Zinet     | acteur et réalisateur algérien                                              | 63  |        |
| 14 avril | Burl Ives         | acteur américain                                                            | 85  |        |
| 17 avril | Pavel Canda       | peintre juif d'origine tchèque                                              | 65  |        |
| 19 avril | Vladimir Moulin   | peintre français                                                            | 73  |        |
| 19 avril | Daniel Octobre    | peintre, graveur, émailleur et céramiste français                           | 91  |        |
| 20 avril | Gabriel Arnaud    | illustrateur, peintre, romancier et chansonnier français                    | 74  |        |
| 25 avril | Andrea Fortunato  | footballeur italien                                                         | 23  |        |
| 25 avril | Ginger Rogers     | actrice et danseuse américaine                                              | 83  |        |